# 兴仁里 (上海)

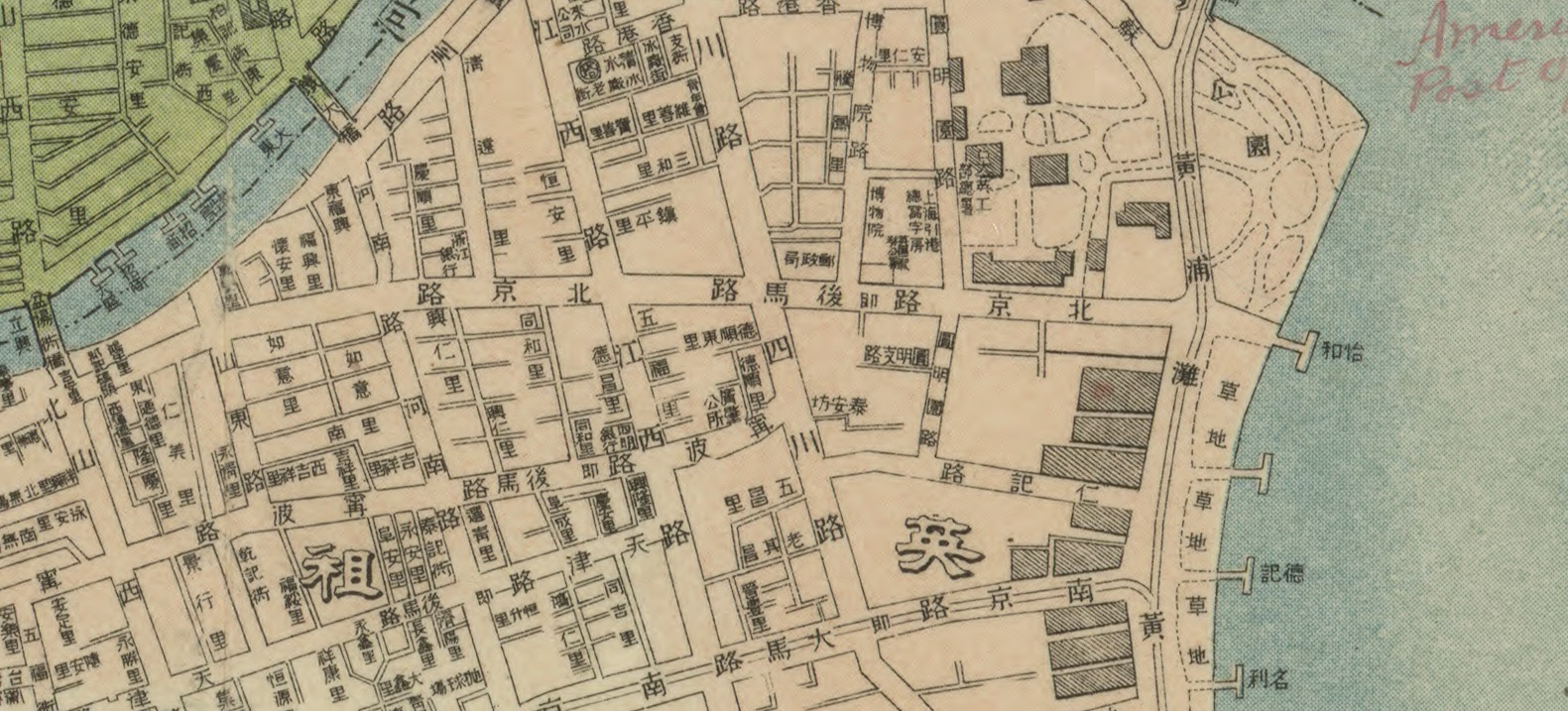
1913年（民国二年六月），在上海商务印书馆出版《实测上海城厢租借图》上的兴仁里位置。

兴仁里是清朝同治十一年（1872年）在上海租界建造的里弄。當地曾經有一些錢莊。

## 背景
里弄最早出现在上海的南市（老城厢）区域里。从明弘治十七年（1504）开始，历代《上海县志》都有详细的记载，并记录了这些街坊里弄的出现过程。到了清嘉庆年间，上海老城厢内的街巷，已达到了60多条。
上海里弄大批出现，是在上海开埠后的北市（租界）内。1851年太平天国起义，几年后，因太平军与清军在江南激战，江浙一带的富商和百姓逃入租界区。据统计，1860年英美租界里， 华人已达30万，而二年后竟增至50万。西人于是兴建大批房屋，以供给华人居住:15。 
大约在清同治九年（1870年）左右，由于木板式里弄住宅极易燃，被租界当局逐步拆除，房地产开发商开始建造砖木结构的石库门里弄住宅。石库门里弄住宅建筑特点是，在布局上采用欧美联排式，而单体平面结构则为中国传统院落式，因占地少，造价又比欧美式洋房低，深受居民的欢迎
。

## 兴仁里的建设
至清光绪二年（1876年），据官方资料显示，上海租界里已有里弄112条，“年代较久、具有代表性的里弄，公认是同治十一年建造的兴仁里”。
兴仁里位于今北京路之南、宁波路之北、河南中路之东和江西路之西这片区域。她由一条南北向的主弄和四条东西向的支弄组成，三面出口。主弄在宁波路120弄，弄长107.5米，全里占地面积1.33公顷（约20亩）。从《老上海百业指南》兴仁里的图上可看到，里弄内有30个单元，沿街店铺27个单元。清光绪二年（1876年）出版的《沪游杂记》中，已标有该里弄。兴仁里整弄都是三间两厢房的2层楼石库门房屋，体现了上海早期住宅建筑的风格。

## 上海最有钱的里弄
在上海，兴仁里是银、钱业的“聚金地”，一条里弄内有21家银行和钱庄，因此曾被人称为上海“最有钱的弄堂”。
在抗战期间的1943年，金源钱庄贺年卡上列出了71家上海钱业公会会员钱庄的名字和地址，其中有49家开设在里、坊、弄，占全市钱庄数量的69%。而坐落于兴仁里的就有11家（其中一家在兴仁里沿马路102号），占全市钱庄数量的15.5%，因此兴仁里也可谓是全市最多钱庄的里弄。

## 曾是中国唯一的“票据交换所”
中国首家“票据交换所”设立于兴仁里。光绪十六年（1890），上海钱业界在兴仁里1号设立了“汇划总会”:494-495（之所以被称为汇划总会，是因为上海大钱庄就是汇划庄，中、小型钱庄不具备汇划资格）。兴仁里的“汇划总会”相当于西方的“票据交换所”。在“票据交换所”里，各银行间可以集中办理应收、应付票据的交换和资金的清算。世界最早的“票据交换所”是在1773年成立于英国伦敦。随着中央银行制度的建立和发展，各国央行都设立专门的票据清算机构，处理各商业银行的票据并结清各银行的差额。
在1890年之前，上海各大钱庄间，为了交换票据，须派专人携带汇划帐簿到对方钱庄，使用现银清算差额，每天彼此之间结算过程非常繁琐。自从设立了“汇划总会”，各大钱庄无须像以前那样一家一家地结算。各庄每日下午互收票据，互领公单；到晚间各庄再把会集收到的公单，全数交“汇划总会”。总会的“公单先生”（工作人员）把各庄提交的公单轧算，轧算的结果，由他们发出通知书给各庄。在通知书上写明庄号、应收和应付数目（这种通知书称为“总汇划条”），各庄汇划凭“总汇划条”收付。这就是上海钱业界著名的“公单制度”:493。
在1933年华商“银行业票据交换所”成立之前，上海的华商银行票据也委托“汇划总会”代为交换。在40多年的历史中，兴仁里1号是我国金融界里“唯一之票据交换所”。

## 钱业会商
上海开埠后，随着租界商业的发展，钱业形成南北两市。至1876年，上海共有钱庄105家，其中北市63家，南市42家。钱业分为南北两市，业务往来诸多不便，开始筹设各自的会馆公所。到了民国初年，南市钱业公所和北市钱业会馆在兴仁里设立上海钱业公會，每遇重大事件，两市钱业界的领袖们就在此开会。

## 上海的金融街
据中国惟一一份都市金融类报《上海金融报》称：“上海外滩的背后有条宁波路，东起四川中路，西至六合路，长1226米，俗称后马路。其东段是老上海钱庄及小型银行主要集中地，解放前，这一地区的钱庄、银行多达90余家，堪称上海的金融街”。宁波路50号曾是中国最大的民营银行——上海商业储蓄银行所在地，276号曾是上海“钱业公会”的办公大楼。宁波路120号（弄）是兴仁里，兴仁里的位置正好在金融街的核心地段，从《老上海百业指南》一书上可查到，兴仁里的周围都是银行、钱庄和信托等金融机构，其中银行就有30家之多
- 北京路上有浙江兴业银行、四明银行、盐业银行、中华银行、上海煤业银行、茂华商业银行、统原银行、国华银行等。
- 江西路上有上海银行、上海商业储蓄银行、江苏省农民银行、道亨银行、中国垦业银行、三新银行、新华银行等。
- 宁波路上有广东银行、浦海商业银行、大康银行、大公银行、江西省银行、上海至中银行、江海银行、中庸商业银行、光中商业银行、大新银行等。
- 河南路上有大同银行、四川美丰银行、川康平民商业银行、大中银行、恒利银行等。

## 兴仁里的物业主

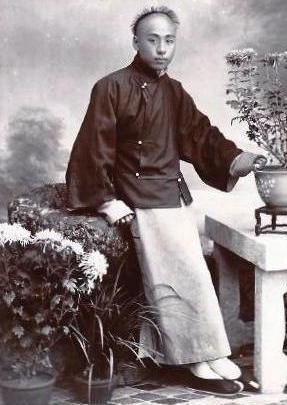
桕墅方家旅沪第四代、安裕钱庄董事长方季扬（摄于1890-1900年代）

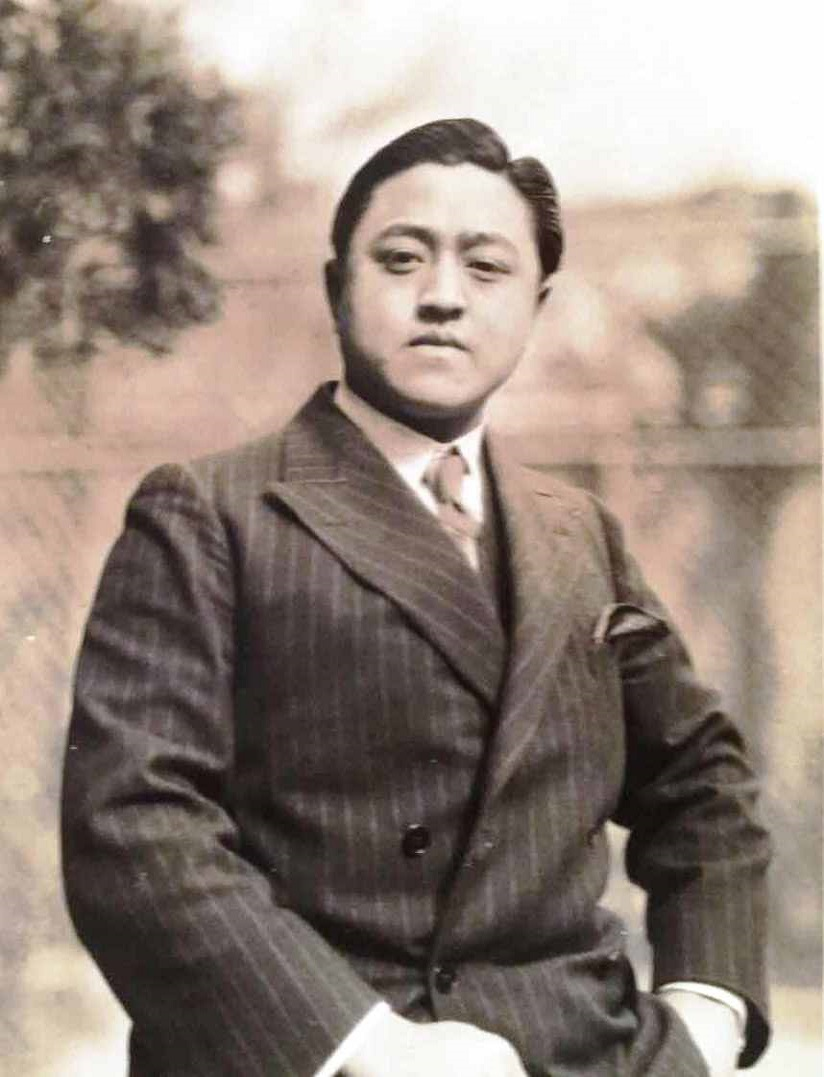
桕墅方家旅沪第五代、安康钱庄董事长方哲民（摄于1910年代）

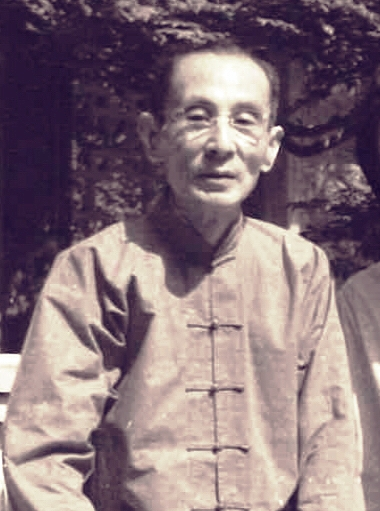
桕墅方家旅沪第五代、赓裕钱庄董事长方作舟（摄于1940年代）

资料记载，兴仁里是桕墅方家的地产。桕墅方方家曾被钱业界列为上海九大钱庄资本家族集团之首。方氏早先在南市的钱庄区买下了敦仁里，她的安康、安裕等钱庄就设在那条里弄内。大约在光绪二年（1876）前，方氏又买下兴仁里。到了民国时期1912 年初，方氏家族5 家钱庄——承裕、安裕、赓裕、安康、汇康先后都设在兴仁里。根据《老上海百业指南》，它们分别是3 号、19 号、20 号、26 号、汇康不详。其中设在兴仁里26号的安康钱庄（原名履和），有整整120年的历史，这是中国钱、票业界中经营时间最长的一家金融机构。
:494-495

## 兴仁里的往事
- 曾居住在兴仁里21号的徐乐施先生（父亲徐紫绶是安康钱庄的襄理，叔父徐子经是安裕钱庄的经理）回忆：1949年前，兴仁里是钱业界的名片，该弄堂非常整洁，但可以看到有一个修皮鞋的小摊位，因这条弄堂的业主，他们第十二代祖宗是皮匠师，所以对修皮鞋的小贩特别照顾。兴仁里的保安是由业主从警察局雇佣来的警员，警员们的工资由业主支付。

- 上海外滩社区84岁的居民陶俊戴先生回忆：“‘兴仁里’建于19世纪60年代末，为英租界最早的石库门里弄之一。当年的宁波路是上海钱庄大本营，提起宁波路上的银钱业，最突出的就是兴仁里，这里聚满了各类金融行庄与商号。从沿街面到弄内，有安康、安裕、赓裕、春元等11家钱庄，大公、大康等6家银行，还有信托与保险公司、金融业机构达19家。 ”[19]